# Biserica Sfântul Pantelimon din Iași
Biserica Sfântul Pantelimon din Iași este localizată pe strada Sf. Pantelimon din cartierul Târgu Cucului. Pe lângă hramul Sfântului Pantelimon (27 iulie), biserica are și un al doilea hram, Sfântul Haralambie (10 februarie).
În anul 1762, pe locul unui vechi cimitir, mai mulți negustori ieșeni au pus mână de la mână și au construit actuala biserică din bârne și vălătuci. În anul 1805 biserica a fost rezidită din temelie, fiind făcută din piatră, pe locul cunoscut atunci sub numele de „Târgul făinei”. La această biserică se închinau breslele doctorilor, spițerilor și bărbierilor.